# نادي جرمانا
نادي جرمانا الرياضي (بالإنجليزية: jaramana sport club)‏: نادي رياضي سوري من أندية محافظة ريف دمشق جنوب سوريا في مدينة جرمانا شرقي العاصمة دمشق. للنادي نشاطات رياضية واجتماعية ويشارك في دوري الدرجة الثانية السوري في كل من لعبتي كرة القدم وكرة السلة.

## الانشطة الرياضية
ينشط النادي في عدة رياضات تتضمن :
- كرة القدم [1]
- كرة السلة [5]
- كرة الطاولة (بينغ بونغ)
- كرة الطائرة
- كرة المضرب (التنس)
- الدراجات
- كمال الأجسام
- الكارتيه

## أكاديمية نادي جرمانا الرياضي
في 7 تشرين الثاني (نوفمبر) عام 2014  تم إطلاق مشروع أكاديمية نادي جرمانا لكرة القدم بفكرة من أحد كوادر النادي الشابة، (المدرب نور الدين فريز حمزة) الأكاديمية التي تعنى بالفئات العمرية الصغيرة وتأهيل وصقل المواهب وفق أسس ومعايير رياضية واجتماعية صحيحة 

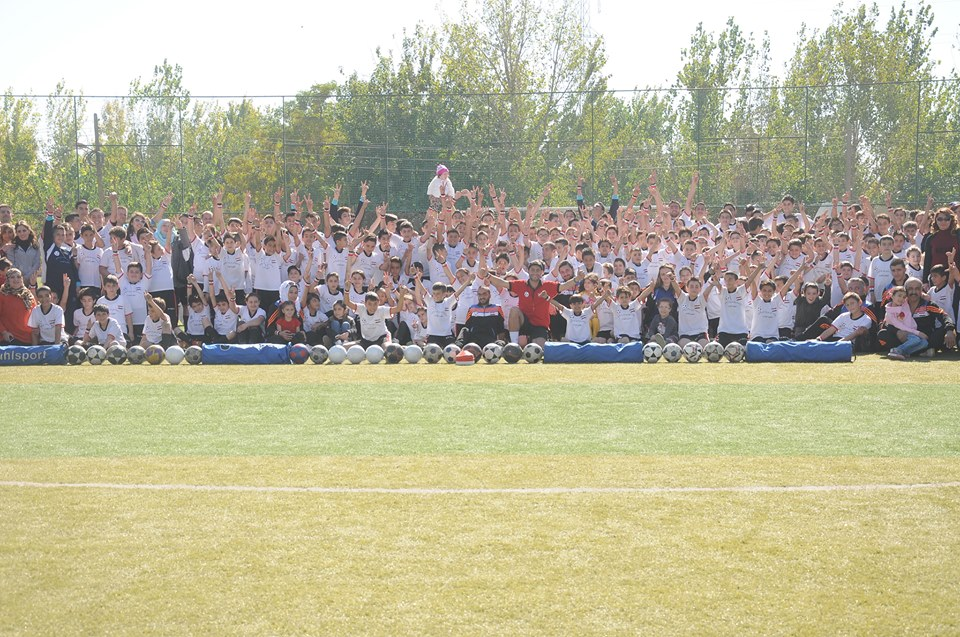
أكاديمية نادي جرمانا الرياضي